# ポンテッバ
ポンテッバ（伊: Pontebba）は、イタリア共和国フリウリ＝ヴェネツィア・ジュリア州ウーディネ県にある、人口約1,300人の基礎自治体（コムーネ）。

## 名称
標準イタリア語以外では以下の名称を持つ。
- フリウリ語: Pontêbe
- ドイツ語: Pontafel

## 地理

### 位置・広がり

#### 隣接コムーネ
隣接するコムーネは以下の通り。括弧内のATはオーストリア領（AT-2はケルンテン州）を示す。
- ドーニャ
- ヘルマゴール＝プレセッガー・ゼー（イタリア語版） (AT-2)
- マルボルゲット・ヴァルブルーナ
- モッジョ・ウディネーゼ

### 気候分類・地震分類
ポンテッバにおけるイタリアの気候分類 (it) および度日は、zona F, 3627 GGである。
また、イタリアの地震リスク階級 (it) では、zona 2 (sismicità media) に分類される。

## 行政

### 分離集落
ポンテッバには、以下の分離集落（フラツィオーネ）がある。
- Aupa, Pietratagliata, San Leopoldo, Studena Alta, Studena Bassa, Frattis, Pramollo